# Эволюция Борна
Эволюция Борна (англ. The Bourne Legacy — «Наследие Борна») — боевик режиссёра Тони Гилроя, спин-офф серии фильмов о Джейсоне Борне, действие разворачивается параллельно событиям предыдущего фильма. Главного героя, Аарона Кросса, играет Джереми Реннер. Фильм назван по одноимённой книге Эрика Ван Ластбадера (продолжившего серию книг о Джейсоне Борне американского писателя Роберта Ладлэма), но не основан на ней.
Премьера в США состоялась в Нью-Йорке 30 июля 2012 года. Премьера в Азии состоялась 5 августа 2012 года в Resorts World Manila в Пасае, Манильская агломерация, а в Северной Америке 10 августа 2012 года.

## Сюжет
Действие разворачивается параллельно событиям фильма «Ультиматум Борна». Выясняется, что одновременно с проектом «Тредстоун» разрабатывался проект Разведывательного управления министерства обороны США «Аутком», который отличался от проекта ЦРУ «Тредстоун» тем, что агентам давали специальные таблетки-стимуляторы (синие — для мозга, зелёные — для мышц). Минус заключался в том, что эти пилюли нужно было принимать регулярно, в противном случае агент начинал физически и умственно деградировать и в итоге умирал. Одним из агентов был юноша Кеннет Джеймс Китсом, который официально считается погибшим на войне. После успешной подготовки он получает новое имя «Аарон Кросс» и становится пятым полевым агентом.
Однако затем, когда Джейсон Борн почти раскрывает замыслы ЦРУ о проекте «Блэкбрайар», Министерство обороны решает уничтожить все следы «Ауткома», чтобы не допустить судебных разбирательств над своими сотрудниками. Этой операцией руководит агент Эрик Байер, давний знакомый Кросса. Аарон, находящийся на тренинге в горах и регулярно принимающий запасы стимуляторов, случайно избегает гибели при попытке команды Байера уничтожить его и ещё одного агента «Аутком #3»; второй агент погибает. Аарону приходится инсценировать свою смерть, вырезав маячок из своего тела и заставив пойманного волка проглотить его. Волк погибает вместо Кросса, и Аарон возвращается в Америку. В это время в биолаборатории, где проводили исследования агентов «Ауткома», один из учёных убивает почти всех коллег, а затем себя. В живых остаётся только доктор Марта Шеринг, которую учёный не успел убить до прибытия охраны. Аарон, поняв, что её не оставят в живых, врывается к ней в особняк и спасает от четырёх киллеров. Она сообщает, что ему нужны только синие таблетки, так как эффект зелёных уже зафиксирован специальным ретровирусом. Они скрываются, чтобы найти для Аарона второй вирус, который зафиксирует действие синих.
На основе данных, известных Шеринг, они отправляются на Филиппины. Байер пытается её вычислить и внезапно обнаруживает фото Кросса. Поняв, зачем они отправились на химический завод по производству стимуляторов «Ауткома», он отдаёт приказ поймать их и уничтожить. Марта вводит Аарону вирус и тем самым спасает его от интеллектуальной деградации. Они убегают, несмотря на объявленную тревогу, попутно украв у шефа охраны завода его золотые часы «Ролекс». На следующий день их пытается убить очередной агент, на этот раз из проекта «ЛАРКС #3», но после долгой погони на мотоциклах им удаётся от него избавиться. Фильм заканчивается тем, что Аарон и Марта плывут на шхуне, выбирая маршрут для путешествия, а в Нью-Йорке идёт суд над участниками проекта «Блэкбрайар», который заканчивается не очень удачно: Ноа Восен лжёт Сенату, что «Блэкбрайар» был создан только для поимки Борна, а Памела Лэнди просто сговорилась с ним и продала государственные секреты прессе. Однако, судя по событиям следующего фильма, в итоге суд сложился справедливо.

## В ролях
- Джереми Реннер[8] — Аутком #5, Аарон Кросс (настоящее имя Кеннет Джеймс Китсом)
- Рэйчел Вайс[9] — доктор Марта Шеринг
- Эдвард Нортон[10] — отставной полковник ВВС США Эрик Байер
- Джоан Аллен[11] — Памела Лэнди, заместитель директора ЦРУ
- Дэвид Стрэтэйрн — Ноа Восен
- Альберт Финни[11] — доктор Альберт Хирш
- Луис Одзава Чангчьен[англ.] — ЛАРКС-03
- Скотт Гленн[12] — директор ЦРУ Эзра Креймер
- Оскар Айзек[11] — Аутком #3
- Донна Мерфи — Дита Мэнди
- Стейси Кич[13][14] —  ВМС США Марк Турсо, отставной адмирал
- Деннис Буцикарис — Терренс Ворд
- Желько Иванек — Дональд Фойт, доктор
- Кори Столл — Зев Вендель
- Кори Джонсон — Рэй Уиллс
- Дэвид Уилсон Барнс[англ.] — спец
- Майкл Пападжон — Ларри
- Элизабет Марвел — Конни Дауд, доктор
- Шэйн Джейкобсон[англ.] — Макки
- Йен Блэкман — адвокат Памелы Лэнди
- Пэдди Консидайн — в титрах не указан, Саймон Росс
- Дэвид Литч — водитель

## Создание
Первоначально фильм планировался как экранизация одноимённого романа Эрика ван Ластбадера, но Мэтт Дэймон отказался от роли Джейсона Борна, так как не хотел сниматься в фильме без участия Пола Гринграсса (режиссёра фильмов «Превосходство Борна» и «Ультиматум Борна»), поэтому сценаристы превратили фильм в оригинальное произведение, дополняющее сюжет трилогии.
На главную роль рассматривались Джейк Джилленхол, Тоби Магуайр, Джош Хартнетт, Гаррет Хедлунд, Майкл Фассбендер, Алекс Петтифер, Пол Дано, Тейлор Китч, Келлан Латс, Бенджамин Уокер, Оскар Айзек, Люк Эванс, Майкл Питт, Крис Эванс, Доминик Купер, Джоэл Эдгертон и Эррин Аркин.
Джулия Стайлз, которая играла в предыдущих частях Никки Парсонс, не смогла принять участие в фильме, так как сценарист Тони Гилрой посчитал, что её присутствие без Мэтта Дэймона будет лишним.

## Музыкальное сопровождение
Песня Moby — Extreme Ways звучит в конце всех четырёх фильмов про Джейсона Борна. В первом фильме она играет в оригинальном варианте, в последующих же картинах используются ремиксы.

## Продолжение
На CinemaCon в 2013 году председатель студии Universal Pictures Адам Фогельсон объявил о начале работы над созданием пятого фильма борнианы. Ещё до этого продюсер фильмов франшизы Фрэнк Маршалл заявил, что следующий фильм борнианы продолжит историю Аарона Кросса в исполнении Джереми Реннера. Однако дата выпуска пятого фильма в постановке Джастина Лина, назначенная на 14 августа 2015 года, была сдвинута почти на год — до 15 июля 2016 года — в связи с выходом в августе 2015 года фильма «Голос улиц». Планы студии в очередной раз поменялись, когда Мэтт Дэймон решил вернуться к роли Борна. 15 сентября 2014 года Мэтт Дэймон и Пол Гринграсс дали согласие на участие в новом фильме франшизы, и выход сюжетного продолжения «Эволюции Борна» с участием Джереми Реннера вновь был отложен.